# Va a ser que nadie es perfecto
Va a ser que nadie es perfecto (2006) es una película dirigida por Joaquín Oristrell y protagonizada por Fernando Tejero, Santi Millán y José Luis García Pérez.

## Argumento
Carlos (Fernando Tejero) es ciego, va a casarse con su novia de toda la vida y tiene dos amigos: Rubén (Santi Millán), que es sordo, y Dani (José Luis García Pérez), que es cojo. Lo que no imaginan estos tres amigos es que sus vidas cambiarán la noche de la despedida de soltero. 

## Guion
El director, Joaquín Oristrell, retrata en clave de humor la dificultad física y emocional de estos tres personajes con discapacidad. Su director califica a sus personajes como superhéroes, al vivir sin ningún tipo de complejo. El guion no está escrito por él, sino por Albert Espinosa, siendo la primera vez que dirige con guion ajeno, el cual le encantó al tratar la discapacidad desde dentro. La intención del guionista es concienciar a la sociedad sobre la discapacidad, algo que ocurrió en Planta 4ª en donde se aumentó en un 70% la asistencia a ver niños con cáncer.

## Producción y rodaje
La producción corrió a cargo de Mediapro, Pentagrama films y Diagonal Televisión, con el de ICO y el Ministerio de Cultura de España. El rodaje se realizó íntegramente en Barcelona entre el 22 de agosto y el 7 de octubre de 2005.

## Curiosidades
- Woody el perro que sale en la película, pertenece al mismo actor, Fernando Tejero. El nombre del perro es en honor del director Woody Allen.[3]

## Premios
2 Premios en el festival de cine de Peñiscola: al mejor actor (El trío protagonista: Fernando Tejero, José Luis García Pérez y Santi Millán) y al mejor guion (Albert Espinosa)

## Taquilla
En su primer fin de semana recaudó 700.000 euros en 200 salas, que resultó ser una sorpresa, ya que la promoción había sido casi nula, pero, principalmente a la fama que tenían en ese momento Santi Millán y Fernando Tejero la cinta siguió con buen pie en taquiila. La película finalizó el año con 2.653.625,17 € recaudados y 497.366 espectadores ocupando el séptimo puesto de las películas españolas más taquilleras del 2006.